# Nouveau Monde
Cet article concerne la découverte de l'Amérique par les Européens. Pour les autres significations de l'expression « nouveau monde », voir Nouveau Monde (homonymie).

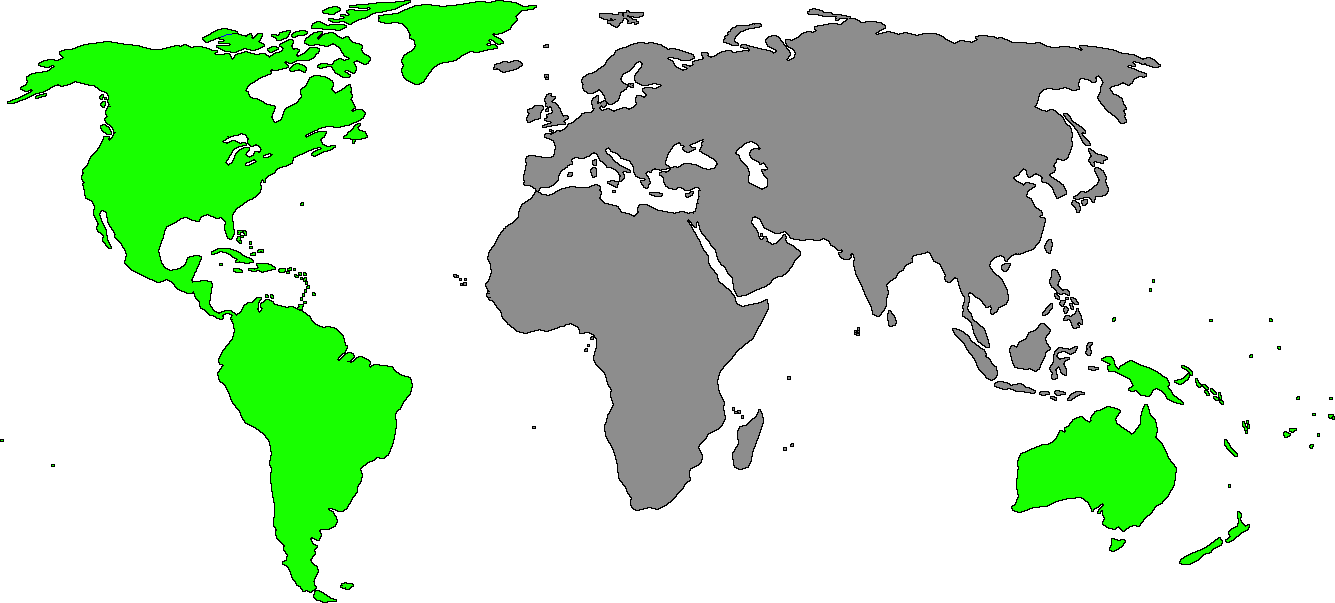
Le Nouveau Monde (en vert).

L'expression Nouveau Monde, en latin Mundus Novus, a été utilisée pour la première fois en 1503 dans une lettre publiée du navigateur Amerigo Vespucci pour désigner les terres atteintes par Christophe Colomb dans les années 1490, principalement des îles des Caraïbes (Hispaniola, Cuba, Jamaïque, etc.). Elle indiquait clairement qu'il ne s'agissait pas des « Indes », c'est-à-dire de l'Asie orientale, comme le croyait Colomb, mais de terres encore inconnues en Europe occidentale, où, depuis l'Antiquité, le monde était divisé en trois parties : l'Europe, l'Afrique et l'Asie.
Le Nouveau Monde s'oppose dès lors à l'Ancien Monde, le monde décrit par la Géographie de Ptolémée. Quatre ans plus tard, il reçoit, en l'honneur d'Amerigo Vespucci, le nom d'« Amérique » (America), sur le planisphère du cartographe Martin Waldseemüller, édité à Saint-Dié en 1507.
Le nom d'« Amérique », qui se généralise ensuite, n'élimine pas celui de « Nouveau Monde », utilisé jusqu'à nos jours, ni celui d'« Indes », avec la précision qu'il s'agit des « Indes occidentales » tandis que l'Asie de l'Est devient « les Indes orientales », formules qui restent en usage jusqu'au XVIIIe siècle.
L'expression Nouveau Monde se réfère à un point de vue dépassé, celui d'une époque où on ignorait la Préhistoire : or la présence humaine en Amérique remonte au Paléolithique. Elle est toujours utilisée, notamment pour des sujets qui continuent d'opposer ou de différencier deux grandes parties du monde. Dans certains domaines, notamment la viticulture, l'Afrique du Sud peut aussi être englobée dans cette expression.

## Contexte: la géographie en Europe, de Ptolémée au premier voyage de Colomb

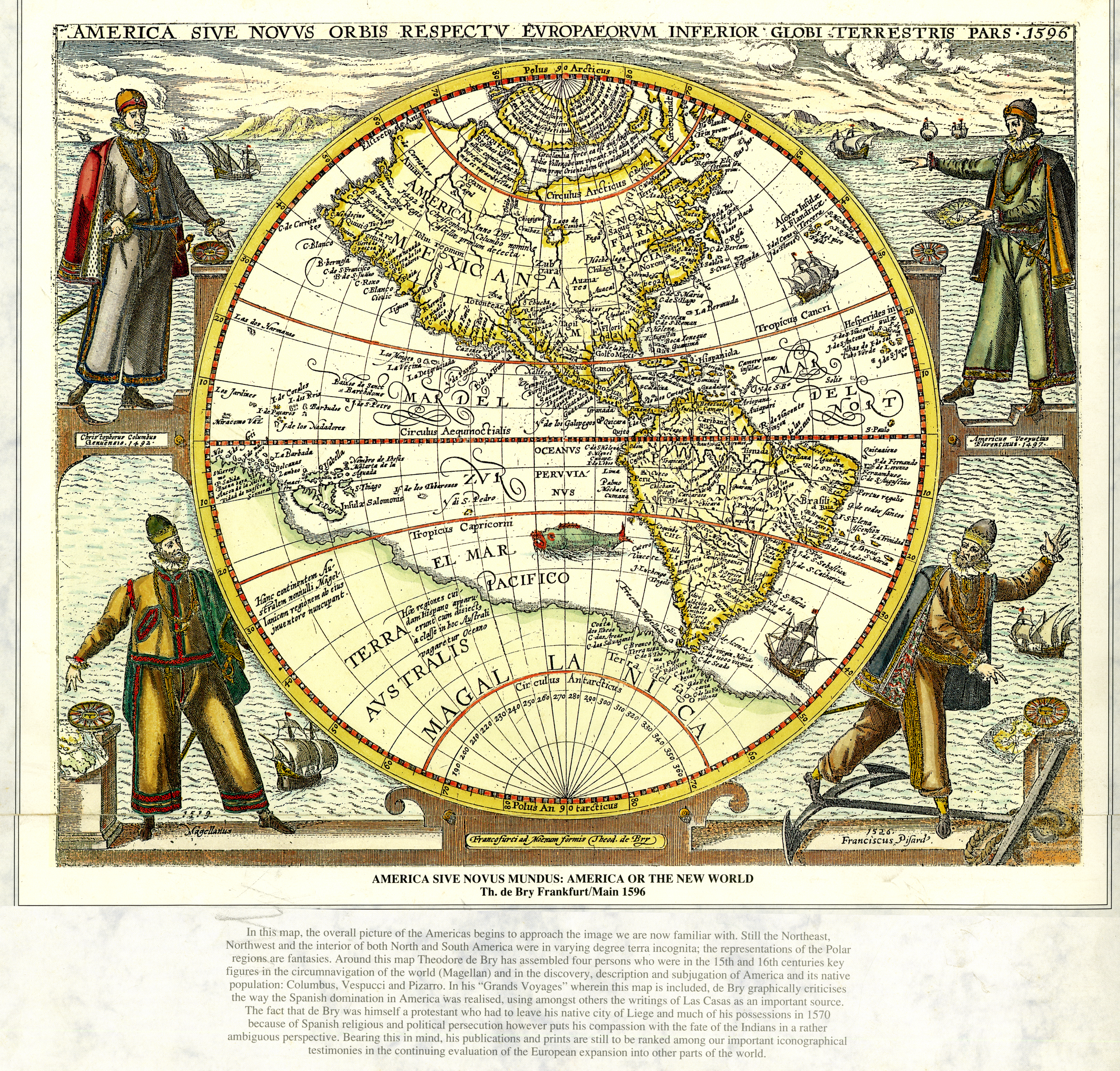
Carte du Nouveau Monde, dans Le nouveau monde tout en couleur de Théodore de Bry (1596)

Au Moyen Âge, les savants d'Europe occidentale se fondent pour l'essentiel sur la géographie de Ptolémée, du IIe siècle, qui synthétise les connaissances de l'Antiquité grecque depuis l'époque de Platon : la Terre est sphérique ; une mesure assez exacte de la longueur du méridien a été obtenue par Ératosthène. Les latitudes sont mesurées de façon assez précise, notamment la situation des Tropiques ; en revanche, on ne sait pas mesurer les longitudes (avancée qui date du XVIIIe siècle). Cette géographie ne connaît que les trois parties du monde classique, situées au nord, au sud et à l'est de la mer Méditerranée.
Quelques avancées ont eu lieu depuis l'époque de Ptolémée. Des Norvégiens ont atteint l'Islande au XIe siècle, puis le Groenland et même une terre plus au sud, le Vinland, situé vers le Saint-Laurent. Mais les établissements du Groenland prennent fin au XIVe siècle et dans l'ensemble, l'existence de terres dans l'Atlantique-Nord reste inconnue des savants, ainsi que des gouvernements. Une meilleure connaissance de l'Asie résulte des voyages de Marco Polo en Chine, tandis que l'Afrique est très peu connue au-delà du Maroc.
Pour les élites européennes de cette époque, en premier lieu les marchands, un enjeu essentiel serait de pouvoir commercer avec l'Asie sans devoir passer par l'intermédiaire des marchands musulmans qui contrôlent le commerce dans l'océan Indien.
Au XVe siècle, l'entreprise portugaise lancée par Henri le Navigateur d'exploration de la côte atlantique de l'Afrique et de recherche d'un passage de l'océan Atlantique à l'océan Indien, est poursuivie tout au long du siècle et est couronnée de succès en 1498 par le voyage de Vasco de Gama à Calicut après la découverte du cap de Bonne-Espérance. Mais elle ne remet pas en cause la géographie classique, tout en permettant de connaître les véritables dimensions de l'Afrique.
Le projet de Christophe Colomb, atteindre l'Asie en traversant l'océan Atlantique, reste lui aussi dans les cadres classiques, l'innovation résidant dans l'immensité de l'espace à parcourir sur mer, que Colomb minimise d'ailleurs pour obtenir le financement des rois catholiques en 1492, année de la fin de la Reconquista.
Lorsque, partie de Palos le 3 août 1492, la flotte de Colomb atteint le 12 octobre une île (nommée Guanahani par les indigènes) qu'il baptise San Salvador, dans l'archipel des Bahamas, il est certain d'avoir atteint son but : les Indes.

## Les conséquences géographiques des voyages de Christophe Colomb (1492-1507)

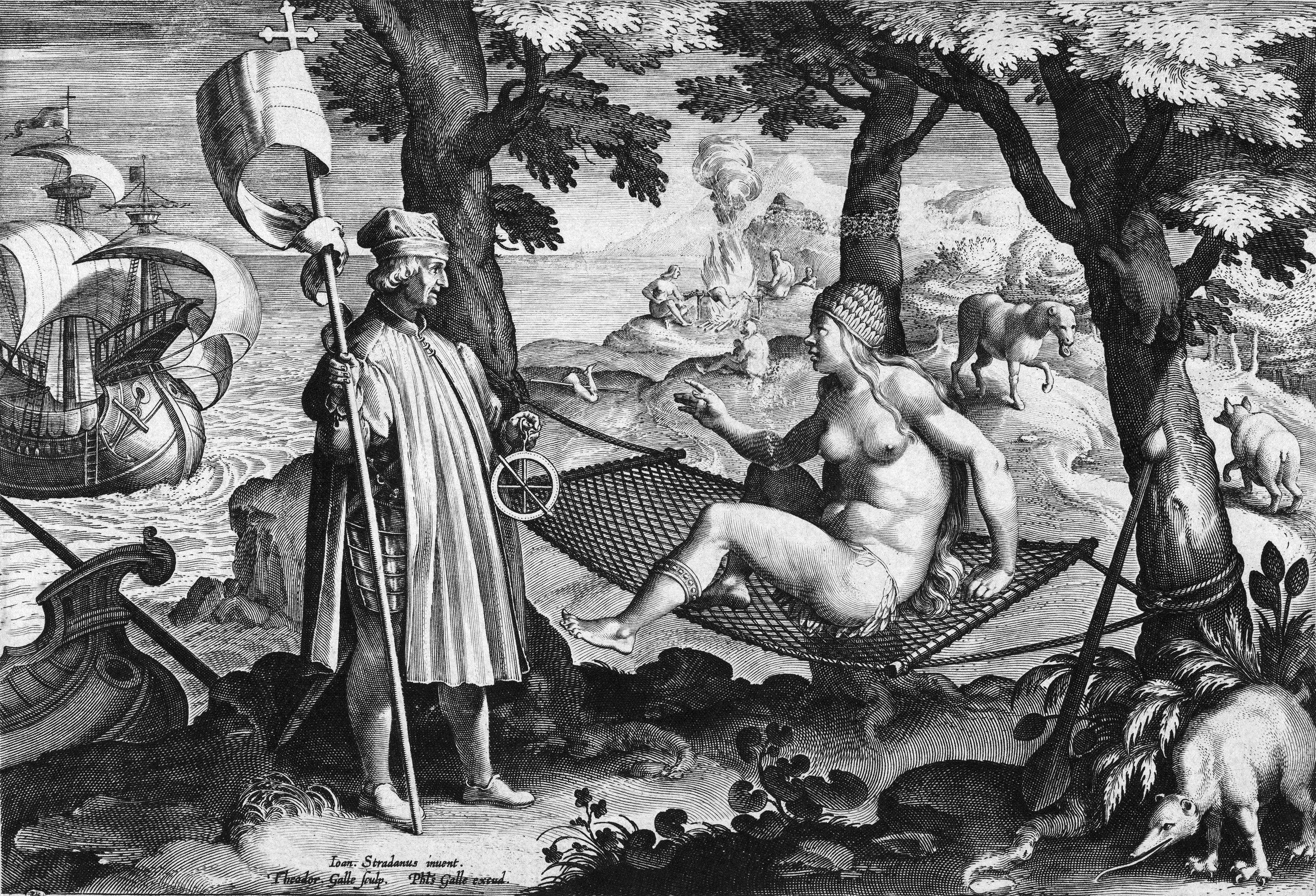
Allégorie du Nouveau Monde : Amerigo Vespucci éveille l'Amérique dormante.

Christophe Colomb, qui est mort en 1506, a fait trois autres voyages à travers l'Atlantique, dont un l'a amené sur le territoire de l'actuel Venezuela. Il est cependant resté convaincu d'avoir atteint l'Asie, alors que cela est apparu rapidement peu probable, même avant la conquête du Mexique (Cortés), puis du Pérou (Pizarre).
C'est le Florentin Amerigo Vespucci, lui aussi navigateur transatlantique, qui le premier énonce formellement l'idée que Colomb se trompe, que ses découvertes sont des territoires qui ne font pas partie du monde classique.

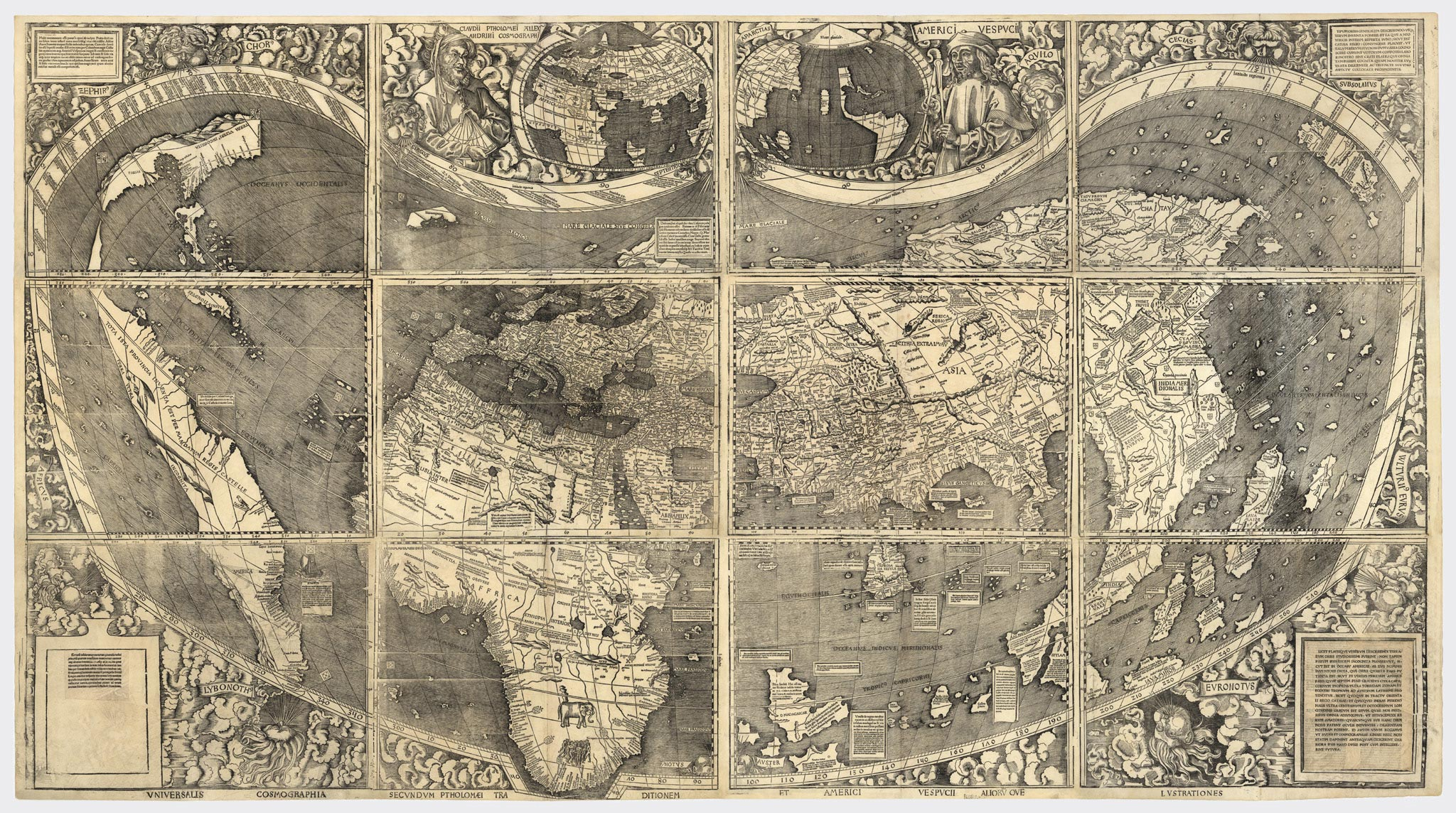
Carte « Universalis Cosmographia ».

En 1503 paraît à Paris une œuvre en latin intitulée Mundus Novus,, qui est présenté comme la traduction d'une lettre écrite en italien par Albericus Vespuccius à Lisbonne et adressée à Lorenzo de Médicis.
En 1507 est publiée une version italienne de son livre : Paesi novamente retrovati et Novo Mondo da Alberico Vesputio florentino intitulato (« Pays nouvellement découverts et Nouveau Monde, nommé du florentin Alberico Vesputio »).
La même année est publiée la première carte portant le nom America, le Planisphère de Waldseemüller, avec sa carte « Universalis Cosmographia ».

## Nouveau Monde et Ancien Monde

### Les échanges entre le nouveau et l'ancien monde
Le Nouveau Monde a apporté à l'Ancien Monde le maïs, la vanille, l'arachide, la tomate, le tabac, la fève de cacao, etc. La pomme de terre a aussi joué un grand rôle. Elle était cultivée dans l'Empire inca et a permis après son introduction en Europe de combattre les famines en Irlande comme en Prusse. Les fruits actuellement les plus appréciés en Asie et dans le Pacifique proviennent du Nouveau Monde : l'avocat, la papaye, l'ananas, le piment ainsi que toute une grande gamme de fruits exotiques.

### Une terre d'exil pour les protestants
À partir du XVIIe siècle, le Nouveau Monde est une terre d'exil pour tous ceux — nobles et protestants — qui fuient les rigueurs de l'Inquisition et fondent tour à tour diverses villes dans ces contrées alors inconnues (par exemple, voir Acadie).

## Usage des termes «Nouveau Monde», «Amérique», «Indes occidentales»

### Cartographie

La carte du monde par Diego Ribero (1529) mentionne les Amériques comme « Mundus Novus ».

#### Dernières cartes du monde connu des Anciens
Ces cartes antérieures au premier voyage de Christophe Colomb ne mentionnent que les trois parties du monde connues depuis l'Antiquité : l'Europe, l'Afrique et l'Asie, entre lesquelles se trouve la mer Méditerranée. 
Vers 1480, Amerigo Vespucci achète au cartographe Gabriel de Vallseca, de l'école majorquine de cartographie une mappemonde datant de 1439 (pour 130 ducats d'or). 
Le dernier planisphère représentant l'Ancien Monde est celui d'Henricus Martellus (Florence, vers 1491), qui indique cependant le passage maritime au sud de l'Afrique, découvert par Bartolomeu Dias en 1487-1488 et connu à Lisbonne en décembre 1488. 
On peut aussi citer la carte du monde dessinée sur le globe de Martin Behaim (Nuremberg, 1492).

#### Premières cartes mentionnant des parties du Nouveau Monde
À l'issue des premiers voyages transatlantiques, des planisphères incluant des parties du Nouveau Monde sont établis par des cartographes, comme 
- le planisphère de Cantino de 1502, qui mentionne le Brésil (découvert en 1500)
- le planisphère de Caverio de 1502-1504, qui mentionne (très grossièrement) le Groenland, Terre-Neuve et la Floride.

De plus, quelques cartes sont dessinées par les explorateurs eux-mêmes, comme celle de Jehan Denis pour Terre-Neuve en 1506.

### Divers

#### Nouveau Monde/Ancien Monde
- Montaigne (1533-1592), Les Essais, chapitre 31, « Des cannibales » : « ce monde nouveau que nous venons de descouvrir », « cet autre monde »
- « Le héros des deux Mondes », surnom de La Fayette (1757-1834)
- La Symphonie du Nouveau Monde d'Antonín Dvořák (1893)

#### Indes occidentales/Indes orientales
Les compagnies commerciales de l'époque moderne utilisent généralement la référence aux Indes :
- Compagnie néerlandaise des Indes orientales (1602) et Compagnie néerlandaise des Indes occidentales (1621), pour les Provinces-Unies ;
- Compagnie britannique des Indes orientales (1600), pour l'Angleterre.

D'une façon générale, la dénomination « Indiens » pour désigner les indigènes du nouveau monde, en Amérique du Nord comme en Amérique du Sud, est restée prégnante dans l'usage courant depuis le premier voyage de Colomb, même si une formulation nouvelle, « Amérindiens », est apparue, qui ne fait pas disparaître l'erreur initiale.